# Pomost kablowy
Pomost kablowy (estakada) - konstrukcja nadziemna przeznaczona do układania kabli lub oraz innych instalacji i urządzeń technologicznych. Pomosty kablowe wyposażone są zazwyczaj w odpowiednie półki, drabinki kablowe lub korytka kablowe. Pomosty mogą być, podobnie jak w przypadku tuneli kablowych, otwarte, osłonięte lub całkowicie zamknięte.

Konstrukcja pomostu powinna:
- zapewniać osłonę kabli na całej długości bezpośredniego działania promieni słonecznych,
- mieć dostateczną wytrzymałość mechaniczną oraz posiadać rezerwę miejsca na ułożenie dodatkowych kabli związanych z rozwojem zakładu przemysłowego, w którym pomost został zbudowany,
- umożliwiać okresowe czyszczenie kabli z gromadzącego się na nim pyłu i innych zanieczyszczeń.